# Station Torzym
Station Torzym is een spoorwegstation in de Poolse plaats Torzym.